# Kengyel (Ungarn)
Kengyel ist eine ungarische Gemeinde im Kreis Törökszentmiklós im Komitat Jász-Nagykun-Szolnok.

## Geografische Lage
Kengyel liegt 14 Kilometer südöstlich des Komitatssitzes Szolnok und 11 Kilometer südwestlich der Kreisstadt Törökszentmiklós. Nachbargemeinden sind Tiszatenyő, Kétpó, Mezőhék, Martfű, Rákócziújfalu und Rákóczifalva.  

## Sehenswürdigkeiten
- Reformierte Kirche
- Römisch-katholische Kirche Jézus Szíve
- Römisch-katholische Kapelle Szent Imre im Ortsteil Bagimajor
- Windmühlenhügel (Szélmalom-domb) mit denkmalgeschützter Windmühle

## Söhne und Töchter der Gemeinde
- Béla Leleszy (1887–1977), Schriftsteller und Journalist

## Verkehr
Durch Kengyel verläuft die Landstraße Nr. 4629. Die Gemeinde hat einen Bahnhof und eine Eisenbahnhaltestelle im Ortsteil Bagimajor und ist angebunden an die Eisenbahnstrecke von Szolnok nach Szentes.

## Bilder

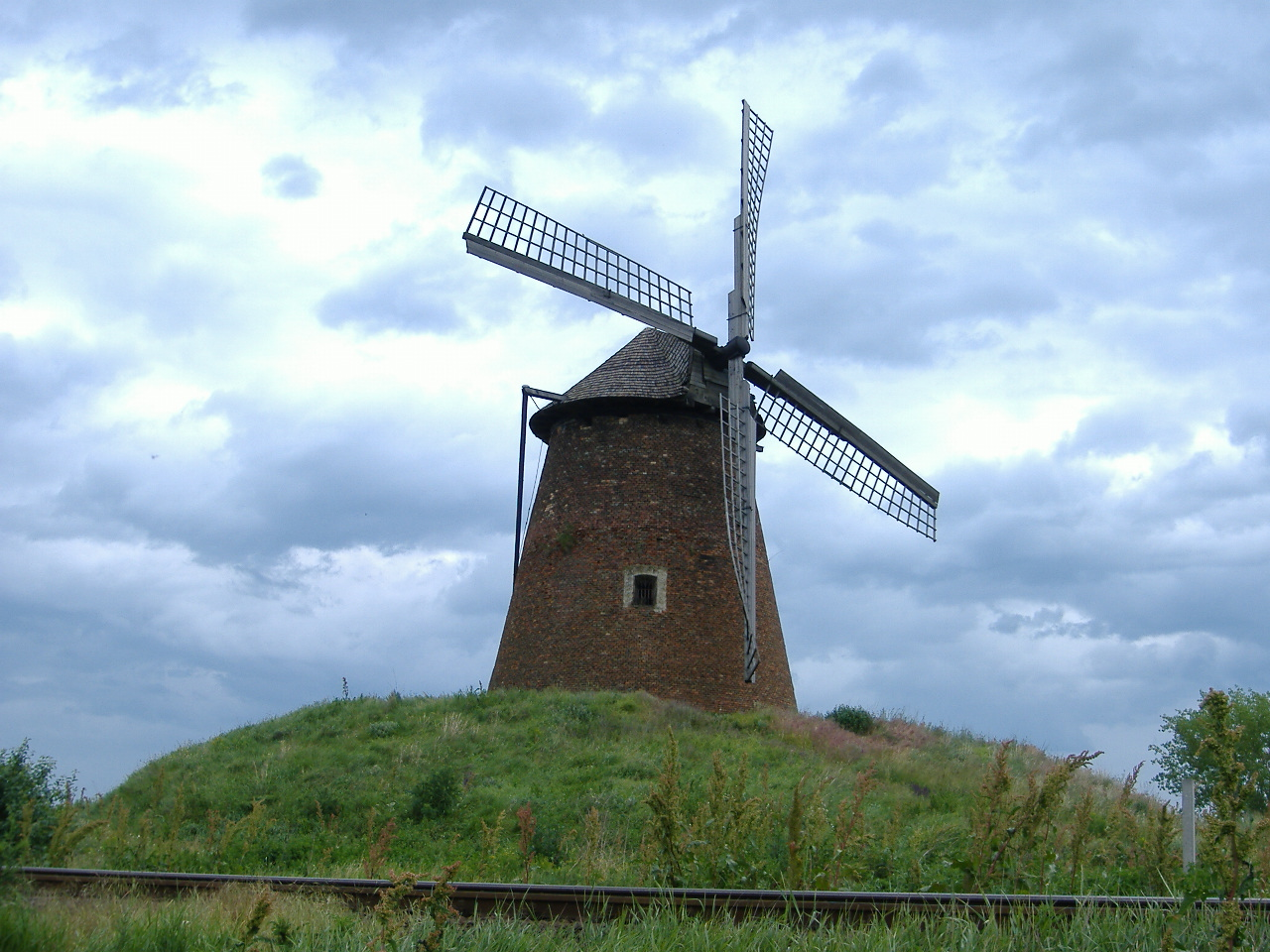
Windmühlenhügel
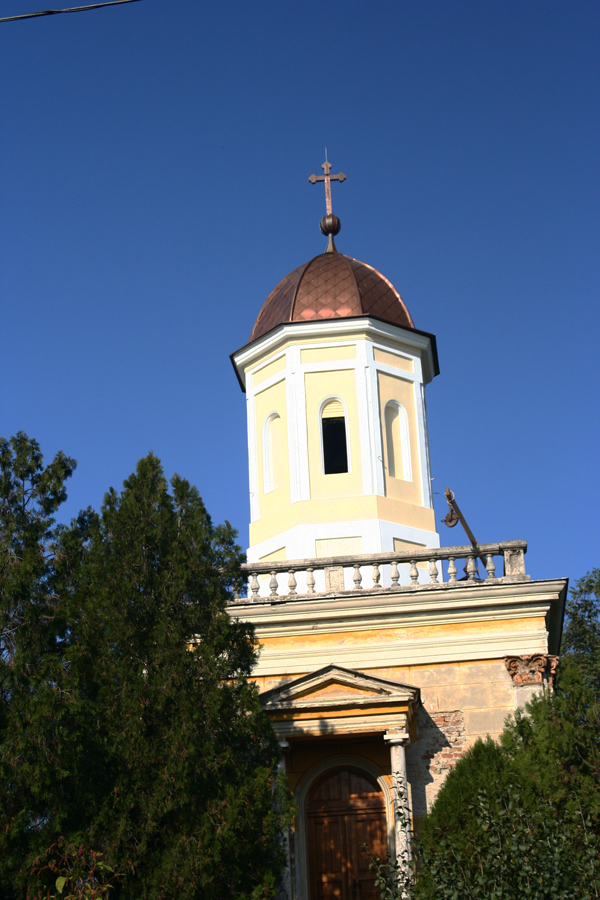
Römisch-katholische Kapelle Szent  Imre
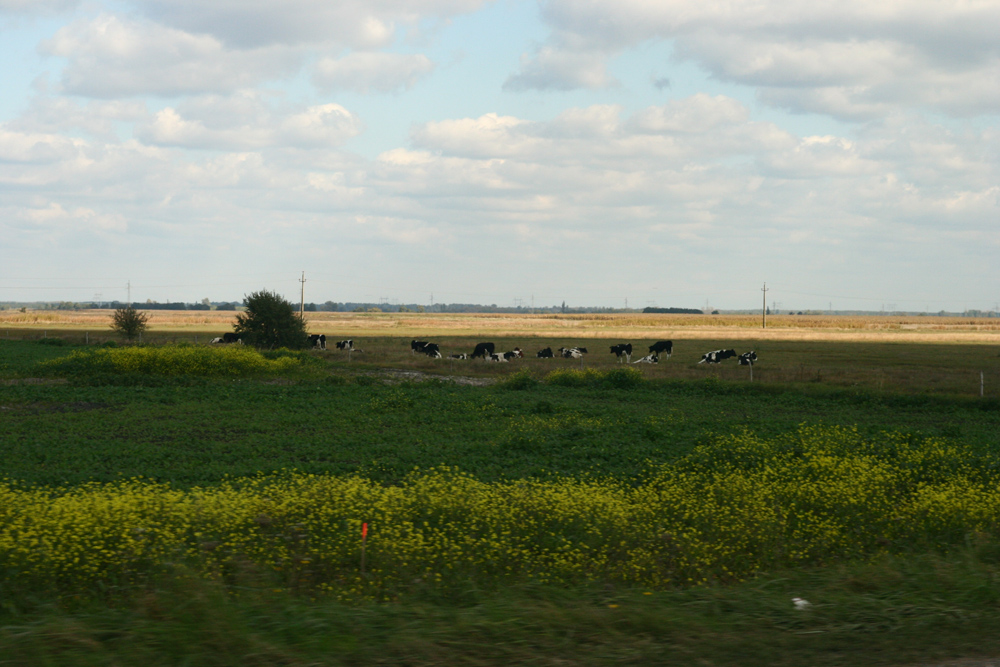
Landschaft bei Kengyel